# Ian Piccard
Ian Piccard (Albertville, 11 marzo 1968) è un ex sciatore alpino francese.

## Biografia
Ian Piccard, originario di Les Saisies, proviene da una famiglia di grandi tradizioni nello sci alpino: è fratello di Franck, Jeff, John, Leïla e Ted e padre di Roy, tutti atleti di alto livello. Debuttò in campo internazionale in occasione dei Mondiali juniores di Bad Kleinkirchheim 1986 e ottenne il primo piazzamento in Coppa del Mondo il 29 novembre 1991 a Breckenridge in slalom gigante (24º); esordì ai Campionati mondiali a Morioka 1993, dove si classificò 12º nella medesima specialità, e ai Giochi olimpici invernali a Lillehammer 1994, dove sempre in slalom gigante si piazzò al 17º posto.
Ai Mondiali di Sierra Nevada 1996 fu 38º nel supergigante e 9º nello slalom gigante; l'anno dopo ottenne il miglior piazzamento in Coppa del Mondo, il 5 gennaio 1997 a Kranjska Gora in slalom gigante (5º), e prese parte ai Mondiali di Sestriere 1997, dove non completò lo slalom gigante. Nel 1998 in Coppa Europa ottenne l'ultima vittoria, nonché ultimo podio, il 24 gennaio a Les Menuires sempre in slalom gigante; ai successivi XVIII Giochi olimpici invernali di Nagano 1998, sua ultima presenza olimpica, si classificò 11º nello slalom gigante.
Ancora in slalom gigante gareggiò ai Mondiali di Vail/Beaver Creek 1999, sua ultima presenza iridata, e prese per l'ultima volta il via in Coppa del Mondo, il 27 febbraio dello stesso anno a Ofterschwang, in entrambi i casi senza completare la prova; si ritirò al termine della stagione 2004-2005 e la sua ultima gara fu lo slalom gigante dei Campionati francesi 2005, disputato il 20 marzo all'Alpe d'Huez e non completato da Piccard.

## Palmarès

### Coppa del Mondo
- Miglior piazzamento in classifica generale: 45º nel 1995

### Coppa Europa
- 4 podi (dati dalla stagione 1994-1995):
  - 1 vittoria
  - 2 secondi posti
  - 1 terzo posto

#### Coppa Europa - vittorie
| Data            | Località     | Paese   | Specialità |
| --------------- | ------------ | ------- | ---------- |
| 24 gennaio 1998 | Les Menuires | Francia | GS         |

Legenda:

GS = slalom gigante

### Campionati francesi
- 3 medaglie (dati dalla stagione 1994-1995):
  - 2 ori (slalom gigante nel 1995; slalom gigante nel 1997)
  - 1 bronzo (slalom gigante nel 1996)